# 蒂普頓 (堪薩斯州)
蒂普頓（英語：Tipton）是一個位於美國堪薩斯州米切爾縣的城市。

## 地方資料
根據2020年美國人口普查的數據，蒂普頓的面積為0.65平方千米，當中陸地面積為0.65平方千米，而水域面積為0.00平方千米。當地共有人口193人，而人口密度為每平方千米296.92人。